# Rambla de los Lobos
Rambla de los Lobos es una pedanía española formada por diversos diseminados y perteneciente al municipio de Alamedilla, en la provincia de Granada. Está situada en la parte septentrional de la comarca de Los Montes. A poco más de un kilómetro del límite con la provincia de Jaén, cerca de esta pedanía se encuentran los núcleos de Canalejas y Los Oqueales.

## Demografía
Según el Instituto Nacional de Estadística de España, en el año 2017 Rambla de los Lobos contaba con 3 habitantes censados, lo que representa el 0,5% de la población total del municipio.

### Evolución de la población
| Gráfica de evolución demográfica de Rambla de los Lobos entre 2003 y 2013 |
|                                                                           |
| Datos según el nomenclátor publicado por el INE.                          |